# Cîșla (Cantemir)
Cîşla è un comune della Moldavia situato nel distretto di Cantemir di 690 abitanti al censimento del 2004

## Località
Il comune è formato dall'insieme delle seguenti località: (popolazione 2004)
- Cîşla (601 abitanti)
- Şofranovca (89 abitanti)